# Bou Thang
Bou Thang (1938 – 12 tháng 9 năm 2019) là chính khách, thượng nghị sĩ, tướng lĩnh, Bộ trưởng Bộ Quốc phòng kiêm Chủ nhiệm Ủy ban Nội vụ và Quốc phòng Thượng viện Campuchia (nhiệm kỳ 2012–2018). Ông vốn là người dân tộc thiểu số Tampuan, từng tham gia Mặt trận Đoàn kết Dân tộc Cứu nước chống lại Khmer Đỏ dưới thời Cộng hòa Nhân dân Campuchia. Về sau ông gia nhập Đảng Nhân dân Campuchia và được  bầu làm đại biểu Quốc hội tỉnh Ratanakiri trong cuộc Tổng tuyển cử năm 2003.